# Straat Joegor
De Straat Joegor of Joegorski Sjar (Russisch: Югорский Шар), historisch achtereenvolgens Straat van Pet (Brits), Straat Nassau (Nederlands) en Straat Vajgatsj (Russisch) genoemd, is een zeestraat tussen het eiland Vajgatsj en het schiereiland Joegor op het Eurazische vasteland, die de Petsjorazee (van de Barentszzee) van de Karazee scheidt. De lengte bedraagt ongeveer 40 kilometer en de breedte varieert tussen de 2,5 en 12 kilometer, met een maximale diepte van 36 meter. Een groot deel van het jaar is het gewoonlijk bedekt met ijs. De naam is afgeleid van Joegra (of Joegorië), dat tussen de 11e en 17e eeuw de Russische benaming was voor de gebieden tussen de Petsjora en het noorden van de Oeral en de gebieden van de Chanten en de Mansen.
De kusten van de zeestraat zijn abrupt en rotsachtig. Er groeit alleen schaars gras, mos en rendiermos.
De straat vormde een belangrijke doorvaart tijdens de onderzoekstochten over de Noordoostelijke Doorvaart, waarbij meerdere malen schepen moesten terugkeren. In de 17e eeuw werd de straat gebruikt door handelaren die op weg waren naar Mangazeja. Tussen 1893 en 1898 werd een gedetailleerde beschrijving opgesteld van de straat tijdens expedities onder leiding van Igor Dobrotvotski en Boris Vilkitski. De straat was ook van groot belang bij de bevoorrading van Russische havens tijdens de Tweede Wereldoorlog.